# خرشوف بيتيسي

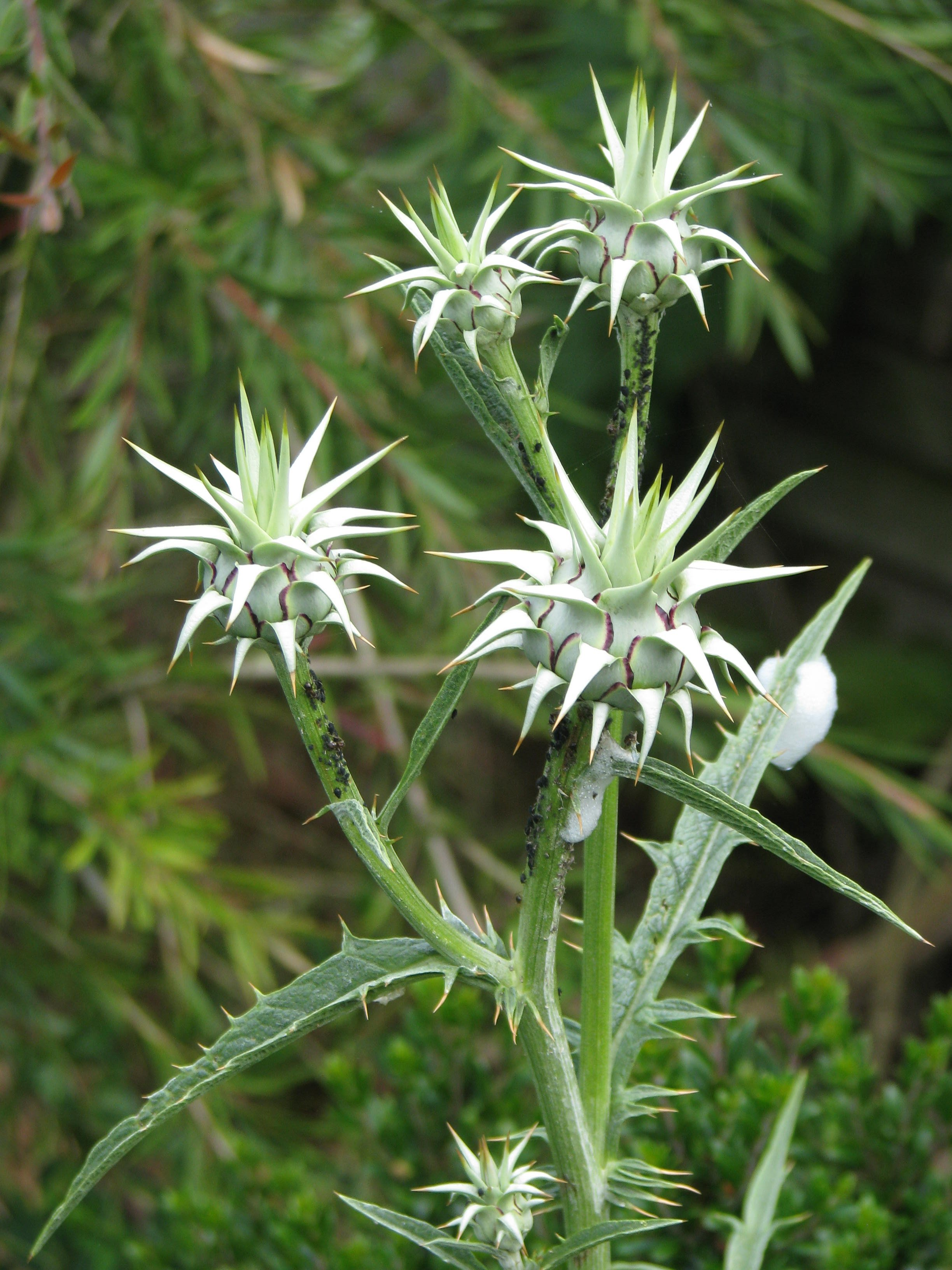

الخرشوف البيتيسي (الاسم العلمي:Cynara baetica) هو نوع من النباتات يتبع جنس الخرشوف من الفصيلة النجمية.
سمي هذا النوع نسبةً إلى الاسم اللاتيني لنهر الوادي الكبير (بيتيس) في الأندلس في جنوب إسبانيا.